# Panamericana

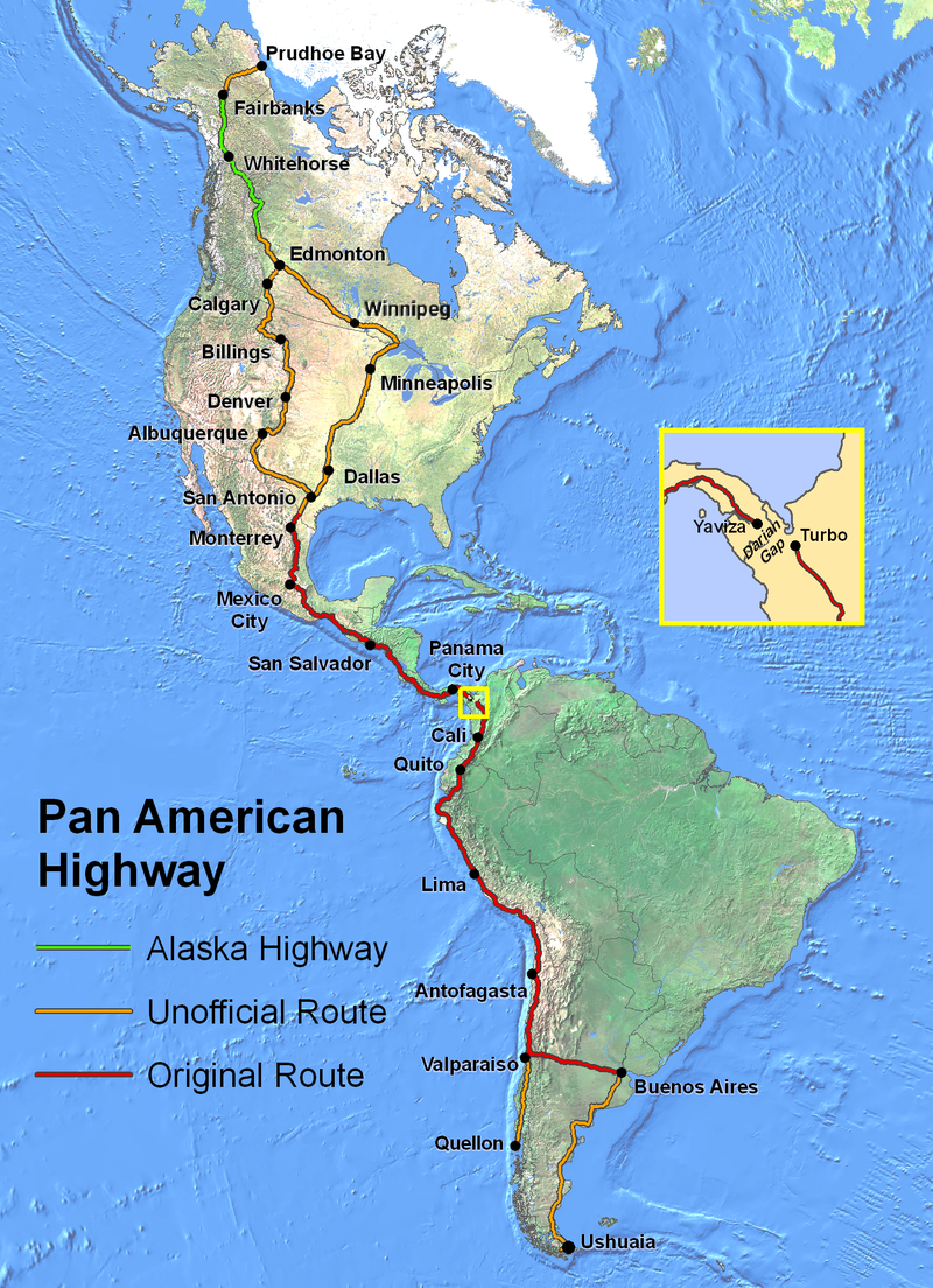
Mappa della Panamericana da Prudhoe Bay, Alaska (punto estremo nord) e Quellón, Cile e Ushuaia, Argentina (punto estremo sud).

La Panamericana è un sistema integrato di strade lungo circa 25.750 km che si sviluppa prevalentemente lungo la costa pacifica dei continenti centro e sudamericano.

## Storia
La sua nascita ufficiale ed i primi piani di sviluppo risalgono al 1923 con la V Conferenza Internazionale degli Stati Americani. Grazie ad alcune derivazioni che in Sudamerica collegano le capitali sull'Oceano Pacifico con quelle sull'Oceano Atlantico, la lunghezza totale ammonta a 45.000 km.

## Sistema viario
Il sistema viario è oggi pressoché completo e si estende dall'Alaska in Nord America fino al Cile in America del Sud. Mancano solo 87 km tra Panama e Colombia in una zona di selva tropicale montana chiamata Tapón de Darién, una giungla tanto fitta e selvaggia che costituisce una intera regione inesplorata e per attraversare il confine l'unico metodo praticabile è via mare tra Turbo (Colombia) e Puerto Obaldía (Panama). Per diverse ragioni in molti oggi si oppongono al suo completamento: conservare la natura del luogo, limitare la circolazione e quindi la diffusione di malattie (ad es. la febbre aftosa ancora confinata a sud), proteggere la vita dei popoli indigeni che ancora vi vivono e, per finire, ostacolare lo spostamento di malviventi e guerriglieri verso Panama.
La Panamericana attraversa molti climi e sistemi ecologici. Poiché, inoltre, attraversa diverse nazioni, essa è anche poco uniforme. Ne consegue che alcuni tratti non sono percorribili durante la stagione delle piogge e l'attraversamento di alcune zone è molto rischioso a causa della malavita e della guerriglia.

## Percorso
1. Stati Uniti d'America
  1. Alaska
  2. Washington
  3. Oregon
  4. Nuovo Messico
  5. Arizona
  6. Texas
2. Canada
  1. Yukon
  2. Columbia Britannica
  3. Alberta
3. Messico
  1. Sonora
  2. Sinaloa
  3. Durango
  4. Coahuila
  5. Nuevo León
  6. Tamaulipas
  7. San Luis Potosí
  8. Aguascalientes
  9. Hidalgo
  10. Stato del Messico
  11. Distrito Federal
  12. Morelos
  13. Puebla
  14. Oaxaca
  15. Chiapas
4. Guatemala
5. El Salvador
6. Honduras
7. Nicaragua
8. Costa Rica
9. Panama
10. Colombia
11. Ecuador
12. Perù
13. Cile
  1. Puerto Montt
  2. Chiloé
  3. Quellón,
  4. Punta Arenas- vía Carretera Austral
14. Argentina
  1. Mendoza
  2. Buenos Aires
  3. Río Gallegos
  4. Ushuaia

## Località importanti
Tra i tratti più importanti e famosi della Panamericana si ricordano quelli sotto elencati.
- Strada dell'Alaska
- Interamericana attraverso gli Stati Uniti d'America
- Due rami che, partendo dal Perù e Cile, giungono a Buenos Aires in Argentina dove si dirama per arrivare in Brasile dopo aver toccato Montevideo in Uruguay e Asunción in Paraguay.
- Ruta nacional PE-1 (divisa in Panamericana Norte e Panamericana Sur), che percorre tutta la costa del Perù.
- Un'altra derivazione è il Tronco Venezuelano che parte da Bogotà in Colombia e giunge fino a Caracas in Venezuela. Il posto di frontiera fra i due stati è anche quello con maggior traffico commerciale di tutto il Sudamerica.
- La Carretera Bolivariana che parte da Maracaibo in Venezuela e passa attraverso Venezuela, Colombia, Ecuador e Perù.

Un tratto in progetto è quello che collegherà Lima in Perù con Brasilia in Brasile.

## Galleria d'immagini

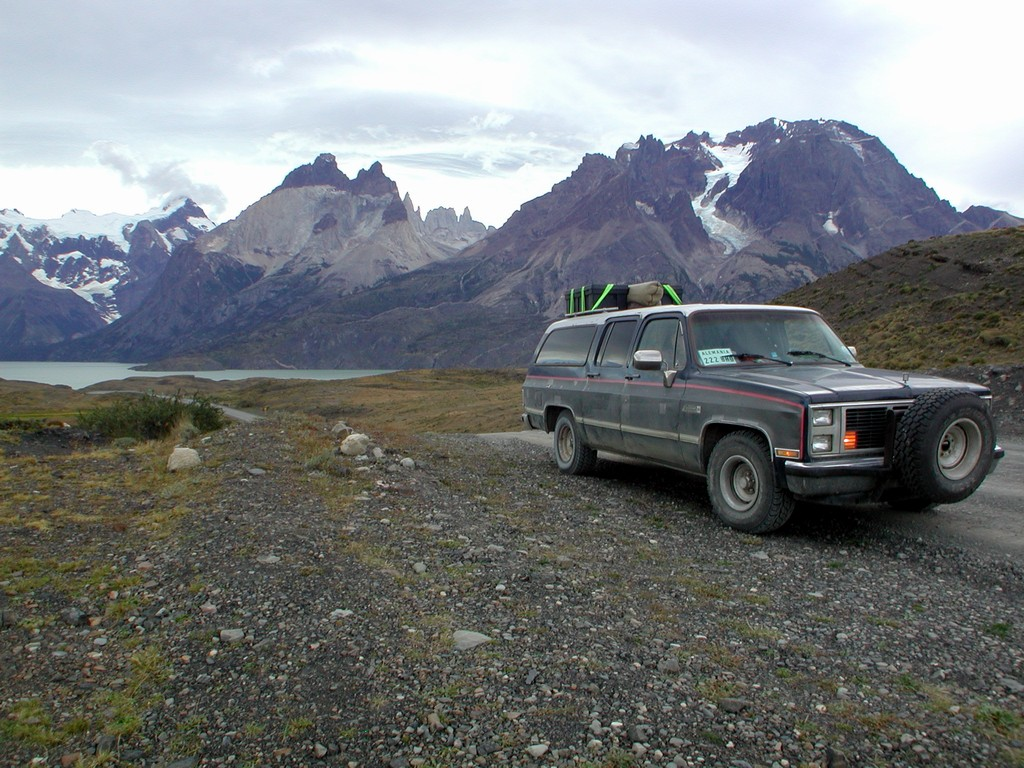
Una GMC Sierra classic 1500 ferma a Torres del Paine a conclusione dell'intinerario integrale della Panamericana da Deadhorse, Alaska, fino a Ushuaia, nell'estremo lembo meridionale dell'Argentina.